# Gabriel Llompart i Jaume
Gabriel Llompart i Jaume Santandreu (Inca, Maiorca, 1862 - Palma de Maiorca, 1928) foi um clérigo espanhol, bispo da diocese de San Cristóbal de La Laguna e mais tarde da diocese de Girona e da diocese de Maiorca.

## Biografia
Foi ordenado sacerdote em 13 de dezembro de 1886 e obteve um doutorado em teologia e direito canônico. Ele era cânone da Catedral de Palma de Maiorca. O papa Bento XV o nomeou bispo de Tenerife em 17 de maio de 1918, onde permaneceu até dezembro de 1922.
Em 1919, Gabriel Llompart presidiu as celebrações por ocasião do primeiro centenário da criação da diocese de Tenerife. Mas o fato mais marcante nesta diocese é que, por intercessão, a Ordem Dominicana poderia ser restabelecida em Candelaria depois de ter sido expulso durante o Confiscation de Mendizabal. Em 9 de julho de 1922, os dominicanos voltaram a tomar posse do Convento e Santuário Real de Nossa Senhora da Candelária (santa padroeira das Ilhas Canárias) e retomaram os trabalhos de restauração parados por quase um século antes.
Em 27 de junho de 1922, ele foi nomeado bispo de Girona.
Llompart morreu em Palma de Mallorca em 9 de dezembro de 1928 aos 66 anos. Ele foi enterrado na Catedral de Palma de Maiorca.